# Madina
Madina is een plaats in Ghana (regio Greater Accra). De plaats telt 76 697 inwoners (census 2000).